# Sloanea monosperma
Sloanea monosperma är en tvåhjärtbladig växtart som beskrevs av Vell.. Sloanea monosperma ingår i släktet Sloanea och familjen Elaeocarpaceae. Inga underarter finns listade i Catalogue of Life.